# كيفن ميلر (لاعب كرة قاعدة)
كيفن ميلر (بالإنجليزية: Kevin Millar) هو لاعب كرة قاعدة أمريكي، ولد في 24 سبتمبر 1971 في لوس أنجلوس في الولايات المتحدة.

## وصلات خارجية
- كيفن ميلر على موقع دوري كرة القاعدة الرئيسي (الإنجليزية)
- كيفن ميلر على موقعبيزبول رفرنس.كوم (الدوري الرئيسي) (الإنجليزية)
- كيفن ميلر على موقعبيزبول رفرنس.كوم (الدوري الثانوي) (الإنجليزية)
- كيفن ميلر على موقع إي إس بي إن.كوم (أم.أل.بي) (الإنجليزية)
- كيفن ميلر على موقع مشجعي الرسوم البيانية (الإنجليزية)
- كيفن ميلر على موقع إن إن دي بي (الإنجليزية)